# لحظه‌های لذت
«لحظه‌های لذت» (به انگلیسی: Moments of Pleasure) تک‌آهنگی از کیت بوش خواننده/ترانه‌سرای اهل بریتانیا است که در سال ۱۹۹۳ میلادی منتشر شد. این تک‌آهنگ در آلبوم کفش‌های قرمز قرار داشت.